# Kapscharbe

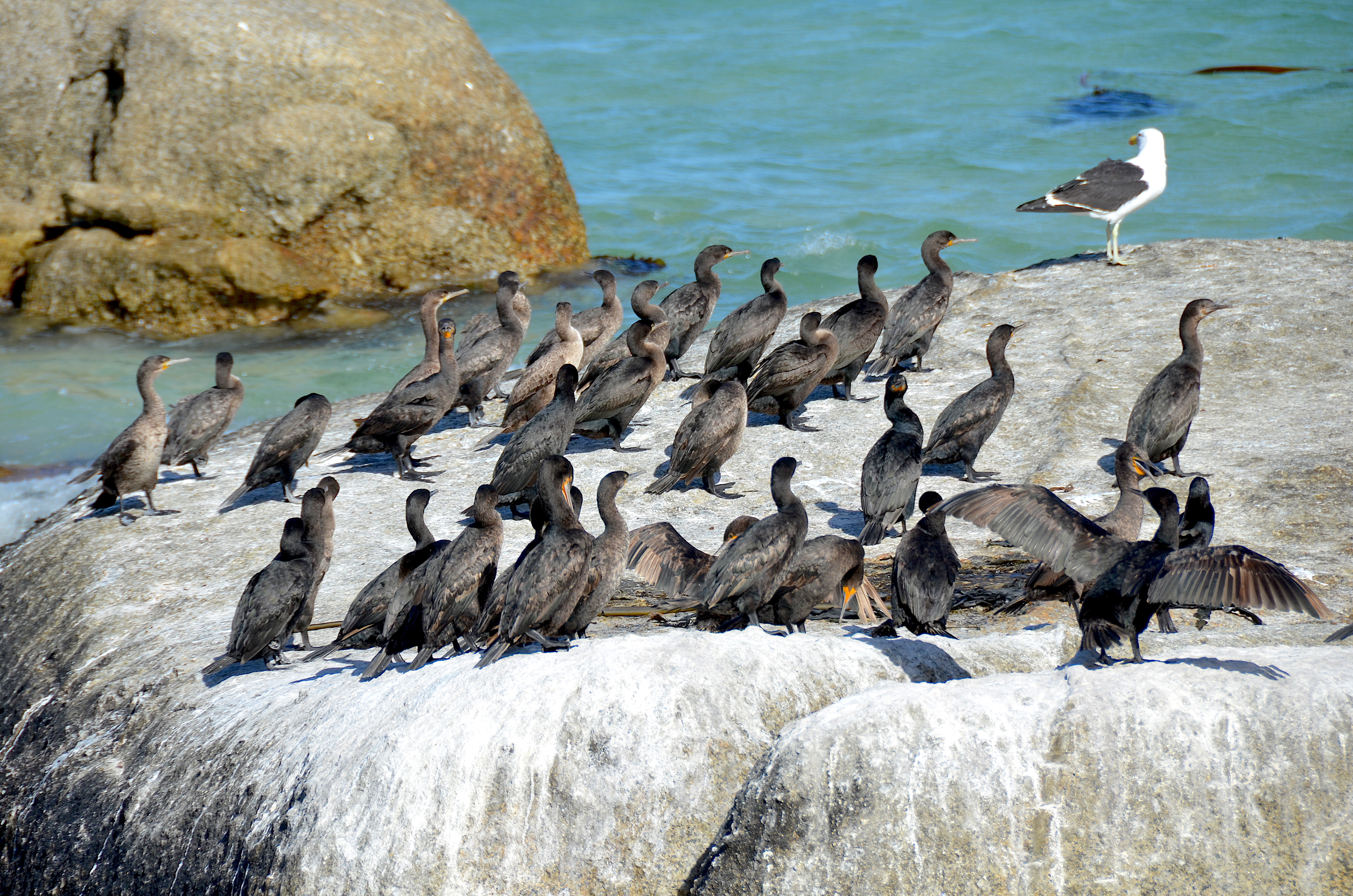
Kapscharben bei Boulders Beach in Südafrika

Die Kapscharbe (Phalacrocorax capensis) ist eine Vogelart aus der Gattung Phalacrocorax innerhalb der Familie der Kormorane. Die schwarz oder dunkelbraun gefärbte Art besiedelt die Küsten Südafrikas und Namibias. Sie brütet in Kolonien und ernährt sich vorwiegend von Schwarmfischen. Die IUCN führt die Art als „stark gefährdet“.

## Aussehen
Kapscharben erreichen eine Kopf-Rumpf-Länge von 61 bis 64 Zentimetern und eine Flügelspannweite von maximal 109 Zentimetern. Das Gewicht liegt zwischen 1155 und 1306 Gramm.
Adulte Vögel sind komplett schwarz oder dunkelbraun befiedert. Die Beine sind grau gefärbt, ebenso der Schnabel. Die Haut am Schnabelansatz zeigt eine leuchtend gelbe Färbung, die sich während der Brutzeit ins rötliche ändern kann. Außerhalb der Brutzeit ist das Gefieder einiger Tiere vor allem an Hals und Kopf etwas heller und kann bräunlich erscheinen. Jungvögel gleichen den erwachsenen Tieren, haben jedoch an Bauch und Kehle eine deutlich hellere Färbung. Die Iris ist grün. Ein Geschlechtsdimorphismus besteht nicht.

## Verbreitung und Lebensraum

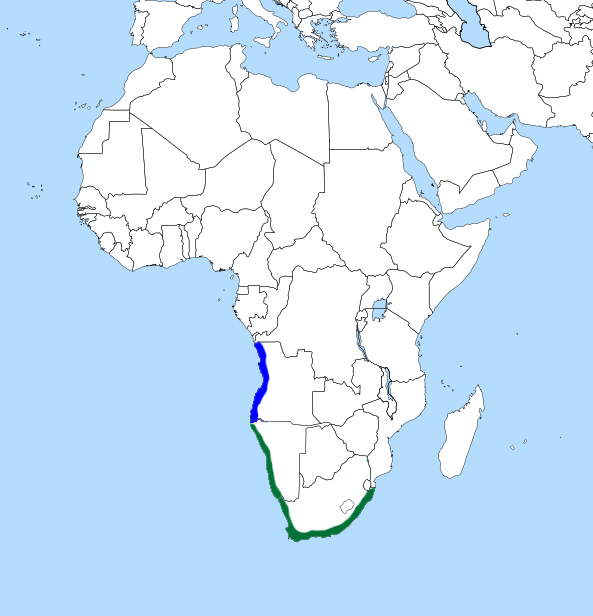
Verbreitung der Kapscharbe:
Sommer: grün
Winter: dunkelblau

Kapscharben besiedeln ausschließlich die Küsten Südafrikas und Namibias, vornehmlich im Einflussbereich des nährstoffreichen Benguelastroms. Gewässer im Inland und Flussmündungen werden nur sporadisch aufgesucht und nicht dauerhaft besiedelt. Die Vögel bleiben stets in der Nähe der Küste und fliegen höchstens einige Kilometer auf das Meer hinaus, um zu jagen.

## Nahrung
Den Hauptteil der Nahrung stellen pelagische Schwarmfische, die im nahrungsreichen Benguelastrom besonders zahlreich vorkommen. Hauptbeute sind Sardinen und Sardellen, nahe der Küste werden vor allem Grundeln und Wirbellose wie Krebse, Muscheln und Tintenfische erbeutet. Wie alle Kormorane fängt die Art ihre Beute bevorzugt tauchend, indem sie sie unter Wasser schwimmend verfolgt und fängt. In der Regel jagt die Art in Gruppen, wobei die Fischschwärme auseinandergetrieben werden und einzelne Fische leichter erbeutet werden können.
Da das Gefieder der Kapscharbe Wasser aufnimmt, muss es nach einem Tauchgang getrocknet werden. Wie die meisten Kormorane breiten Kapscharben dazu ihre Flügel aus und lassen das Gefieder durch die Sonne oder Wind trocknen.

## Brutverhalten
Die Brutzeit beginnt meist im September oder Oktober, abhängig vom Beginn der stärkeren Regenfälle im Frühjahr und Frühsommer.
Kapscharben brüten in großen Kolonien an der Küste und auf kleinen Inseln nahe der Küste. Die Kolonien können dabei Größen von über 100.000 Brutpaaren erreichen. Als Neststandort werden Klippen bevorzugt, gelegentlich werden jedoch auch künstliche Strukturen als Nistort angenommen, beispielsweise Ruinen, Wellenbrecher oder nicht mehr genutzte Boote. Das Nest wird auch an Klippen stets auf ebenem Grund errichtet, etwa auf kleinen Felsvorsprüngen oder in Nischen. Es besteht aus Stöcken und wird mit Algen und Federn ausgepolstert.
Es werden in der Regel 2 bis 3 Eier gelegt, die 22 bis 28 Tage bebrütet werden. Die geschlüpften Küken sind zunächst nackt. Ihnen wachsen nach einigen Tagen schwarze Daunen, bevor das Deckgefieder wächst. Nach etwa 9 Wochen werden die Jungvögel flügge, die Eltern versorgen ihren Nachwuchs jedoch noch einige Wochen lang weiter mit Nahrung.

## Zugverhalten
Kapscharben sind in weiten Teilen ihres Verbreitungsgebiets Standvögel, es kommt lediglich zu Dispersionszügen von Jungvögeln nach der Brutzeit. Die Populationen an der südafrikanischen Westküste ziehen im Winter teilweise nach Norden und erreichen dabei teilweise das Delta des Kongo.

## Systematik
Wie bei allen Kormoranen ist die genaue systematische Stellung der Kapscharbe innerhalb der Familie umstritten. Die Art wird nicht in Unterarten eingeteilt.

## Gefährdung und Schutz
Die IUCN führt die Art als „stark gefährdet“, da sie starken Populationsschwankungen unterworfen ist. Dieser natürliche Vorgang liegt am periodisch wechselnden Nahrungsangebot durch Wechsel in der Intensität des Benguelastroms. Da die Bestände der Nahrungsfische jedoch stark überfischt sind, kann die Art sich von Populationseinbrüchen nur schwer erholen.